# Феодал
Феодалът е голям земевладелец (собственик на феод) през феодализма, който е разполагал с труда на крепостните селяни:с. 1018. Феодалите в Западна Европа са подчинени на системата сюзеренитет – васалитет (феодална стълбица), като всеки феодал е васал на сюзерена си.

## В Западна Европа
Феодалите в Западна Европа са подчинени на следната йерархия: на най-ниското стъпало е оземленият рицар, който за службата си е получил от висшестоящия сеньор (сюзерен) земя или сеньория (феод, лен или фиеф) и крепостни селяни. Най-отгоре на феодалната стълбица стои кралят, но неговата власт е значително по-малка в сравнение с властта на крупните сеньори, които на свой ред нямат абсолютната власт над всички земевладелци, стоящи под тях на феодалната стълбица. Взаимоотношенията по стълбицата варират според страната, например във Франция кралят не е имал правото да се намесва в отношенията на васалите си с техните подчинени, т.е. принципът е „васалът на моя васал не е мой васал“, докато в Англия е обратното – „всички васали на васалите ми са и мои васали“.
Селяните се трудят в земите на всички феодали, като им плащат за това право с част от продукцията и с ангария. Те са длъжни да строят и ремонтират замъците, мостовете, пътищата, да почистват езерата и каналите. Селяните отглеждат и събират реколтата от господарските ниви, отглеждат добитък и други домашни животни, ловят риба във водоемите и събират гъби и горски плодове в горите. Те са длъжни да дадат на господаря част от своята продукция: зърно, масло, мед, прежда, платно, изделия от кожа и др.
Властта на феодала е толкова голяма, че неговото владение напомня самостоятелна държава. Той има право да раздава правосъдие сред селяните, да им налага наказания и глоби. Други негови права са събирането на данъци, набирането на войници, обявяването на война или сключването на мир с други феодали.
Между сеньора и васала се сключва устен договор (омаж, (на френски: hommage)). Васалът полага „васална клетва“, т.е. задължава се да се подчинява на сюзерена, да следва неговите указания по въпросите на външната и вътрешната политика, да му оказва военна подкрепа при нужда и да плаща предварително договорени данъци. В замяна сеньорът обещава на васала подкрепа и покровителство. Нерядко обаче клетвата се нарушава. Васалите извършват нападения над съседите си или срещу своя сеньор. Текат непрекъснати междоусобни войни, които целят да завладеят:
- земи, населени със селяни;
- знатен съсед, за чието освобождение се иска откуп;
- грабеж на чужда собственост.

## В Киевска Рус и Руската империя
В Киевска Рус отсъства феодална стълбица (системата сюзеренитет – васалитет). Има само боляри, които владеят наследствена вотчина. По-късно се появяват поместия и помешчици – дворяни, на които монархът предоставя земя със задължението да дават военна служба. От XV век в днешна Русия възниква крепостното право. От началото на XVIII век статутът на поместието и вотчината е приравнен, а от 1762 г. дворяните са освободени от задължителна военна служба (на руски: Манифест о вольности дворянства) от император Петър III.